# Adolfo Albertazzi
Adolfo Albertazzi (Bologna, 8 settembre 1865 – Bologna, 10 maggio 1924) è stato uno scrittore italiano.

## Biografia
Fu discepolo, amico e biografo di Giosuè Carducci. Fu insegnante a Mantova, a Foggia ed infine all'istituto Pier Crescenzi di Bologna. Narratore fecondo, vide la sua opera esaltata da alcuni e criticata da altri. Di lui Papini scrive "uno dei pochi prodigi della vivente letteratura italiana"; Luigi Russo lo giudica "Narratore ricco di ingegno e di cultura e di nobilissime intenzioni, ma povero di temperamento".
Scrisse romanzi, racconti sullo stile di Maupassant, saggi critici e libri per l'infanzia. Curò l'edizione di opere di Carducci, Tommaseo, Oriani, Tassoni, oltre che raccolte di novelle in cui mostra, nell'ambito del gusto verista, un particolare spirito ironico e felici momenti lirici.
Collaborò assiduamente a Il Resto del Carlino e fu figura centrale del cenacolo carducciano a Bologna. 
È sepolto alla Certosa di Bologna, nel Chiostro VI, nello spazio di raccordo nord-ovest con il Recinto dei Sacerdoti.

## Opere

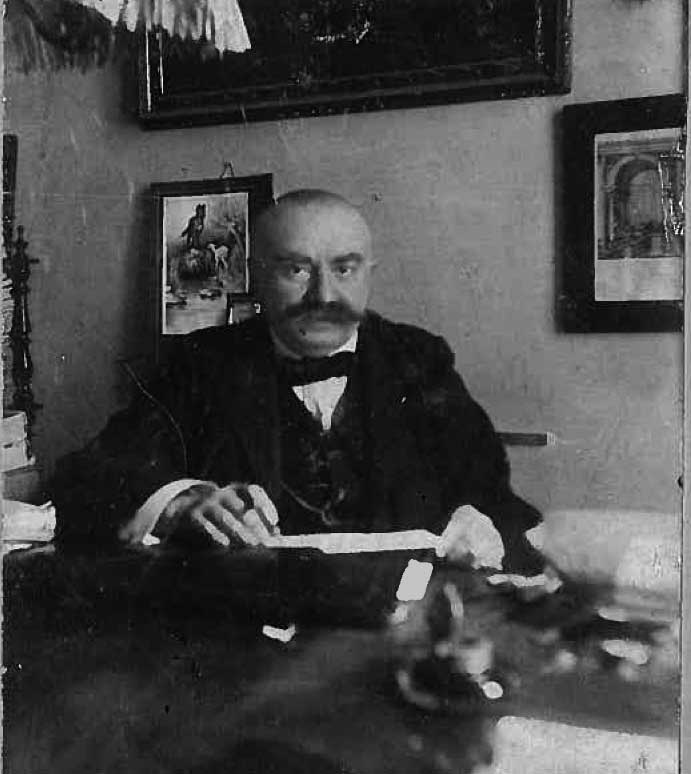
Albertazzi alla scrivania nella sua casa di Castel San Pietro Terme

### Romanzi
- La contessa d'Almond (1894);
- L'Ave (1896);
- Ora e sempre (1899);
- In faccia al Destino (1906)

### Saggi critici
- Romanzieri e romanzi del Cinquecento e del Seicento (1891);
- Il romanzo (1903);
- Tasso (1911);
- Foscolo (1915);
- Il Carducci in professione d'uomo (1921)

### Racconti
- Novelle umoristiche (1900);
- Il zucchetto rosso e storie di altri colori (1908);
- Amore e amore (1914);
- Il diavolo nell'ampolla (1918);
- Strane storie di storia vera (1920);
- Il cane dello zio (novella), apparsa su "La lettura" (1920);
- Facce allegre (1921);
- Top (1921);
- La merciaina del piccolo ponte. Tra gente varia (1924)

### Libri per l'infanzia
- Asini e compagnia (1913);
- Cammina cammina cammina (1920);
- A stare al mondo... Collezione "smeraldo" n. 2  - 1922 - Casa Editrice Vitagliano - Milano
- I racconti di Corcontento (1922).